# انتخابات ریاست‌جمهوری ایالات متحده آمریکا (۱۹۶۸)

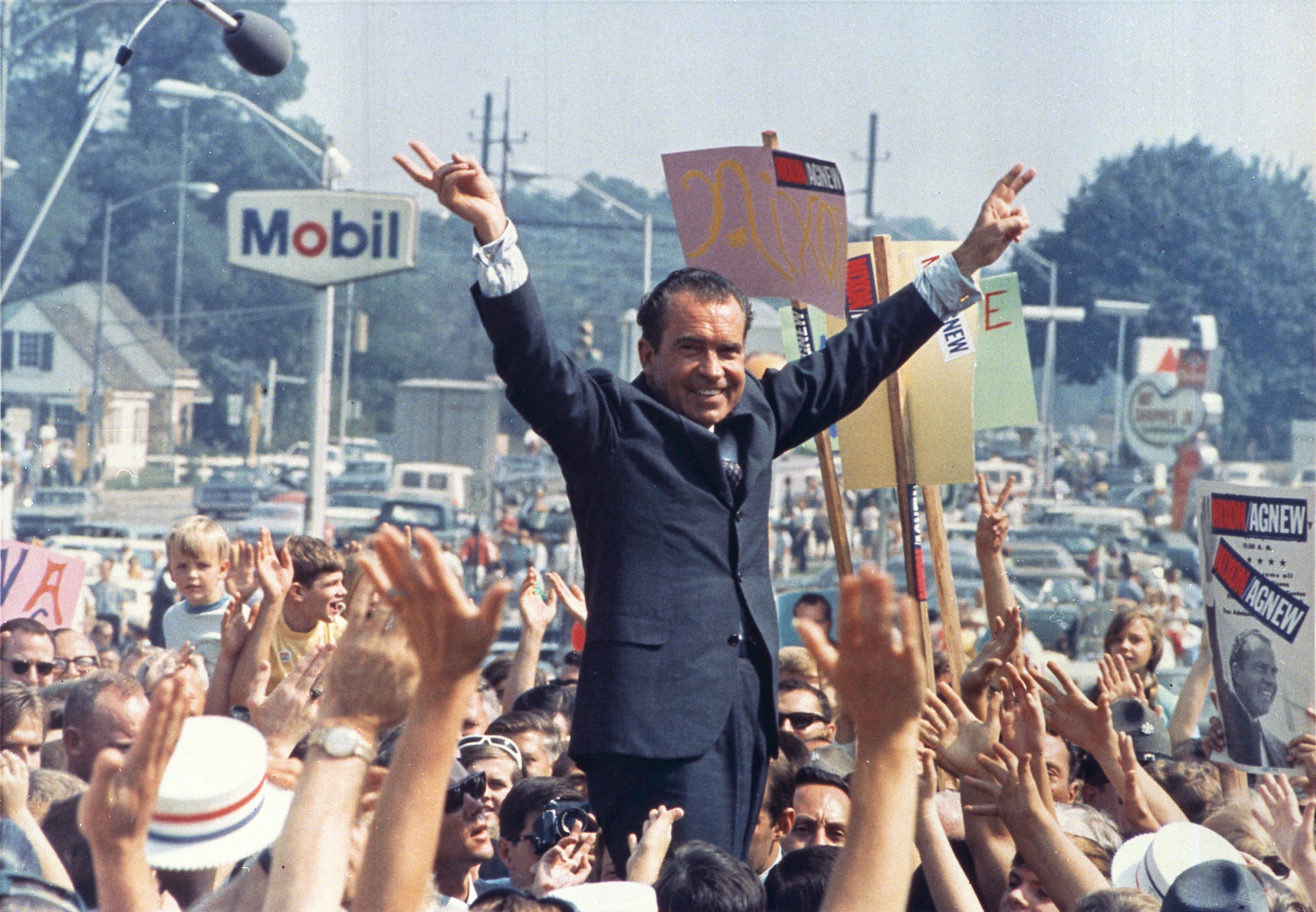
Richard Nixon campaign rally

سال انتخابات پر سر و صدا بود. پس از ترور مارتین لوتر کینگ رهبر جنبش حقوق مدنی، شورش‌های نژادی پس از آن در سراسر کشور، ترور نامزد دموکرات ریاست جمهوری رابرت اف کندی و مخالفت گسترده با جنگ ویتنام در سراسر دانشگاه‌های مشخص شده بود. محبوبیت حزب دموکرات رئیس جمهور لیندون بی. جانسون که یک دوره چهار ساله رابه پایان رسانده بود، کاهش یافته است.
در چنین شرایطی در روز سه شنبه، ۵ نوامبر، سال ۱۹۶۸. نامزد جمهوری خواه ریچارد نیکسون بر نامزد حزب دموکرات، هوبرت هامفری معاون اول رئیس جمهور پیروز شد

## نگارخانه

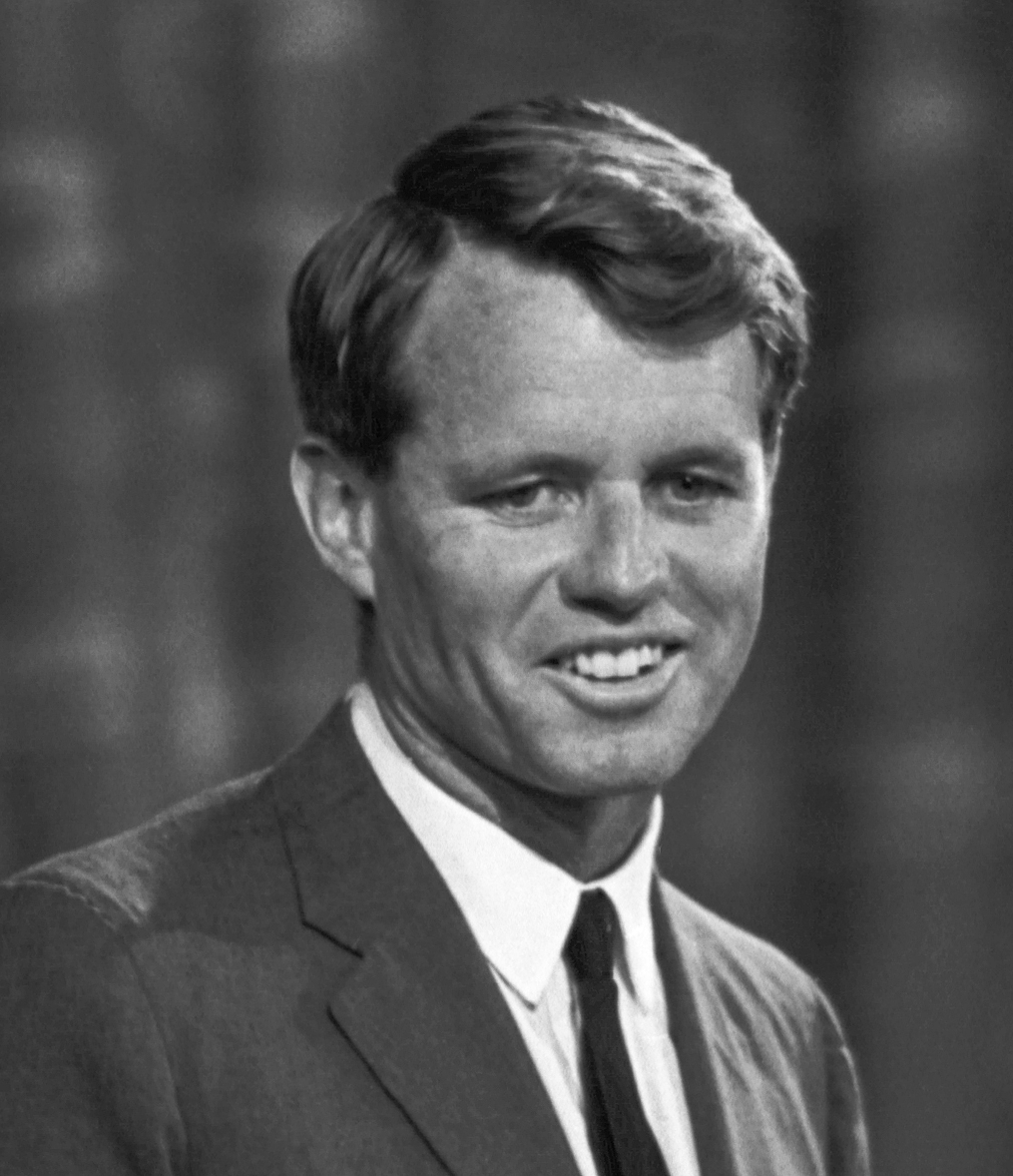
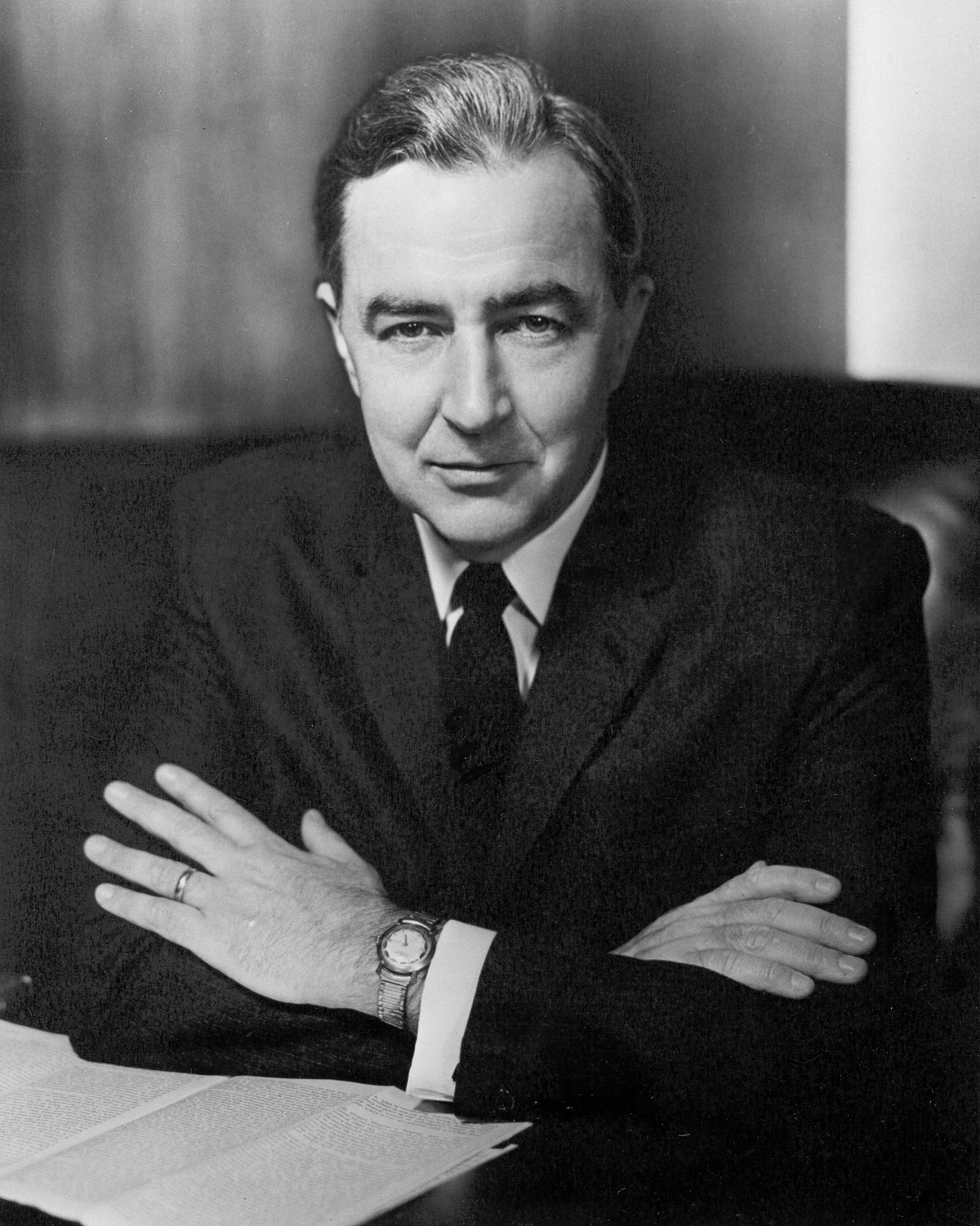
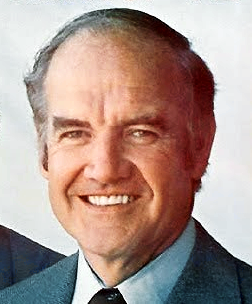
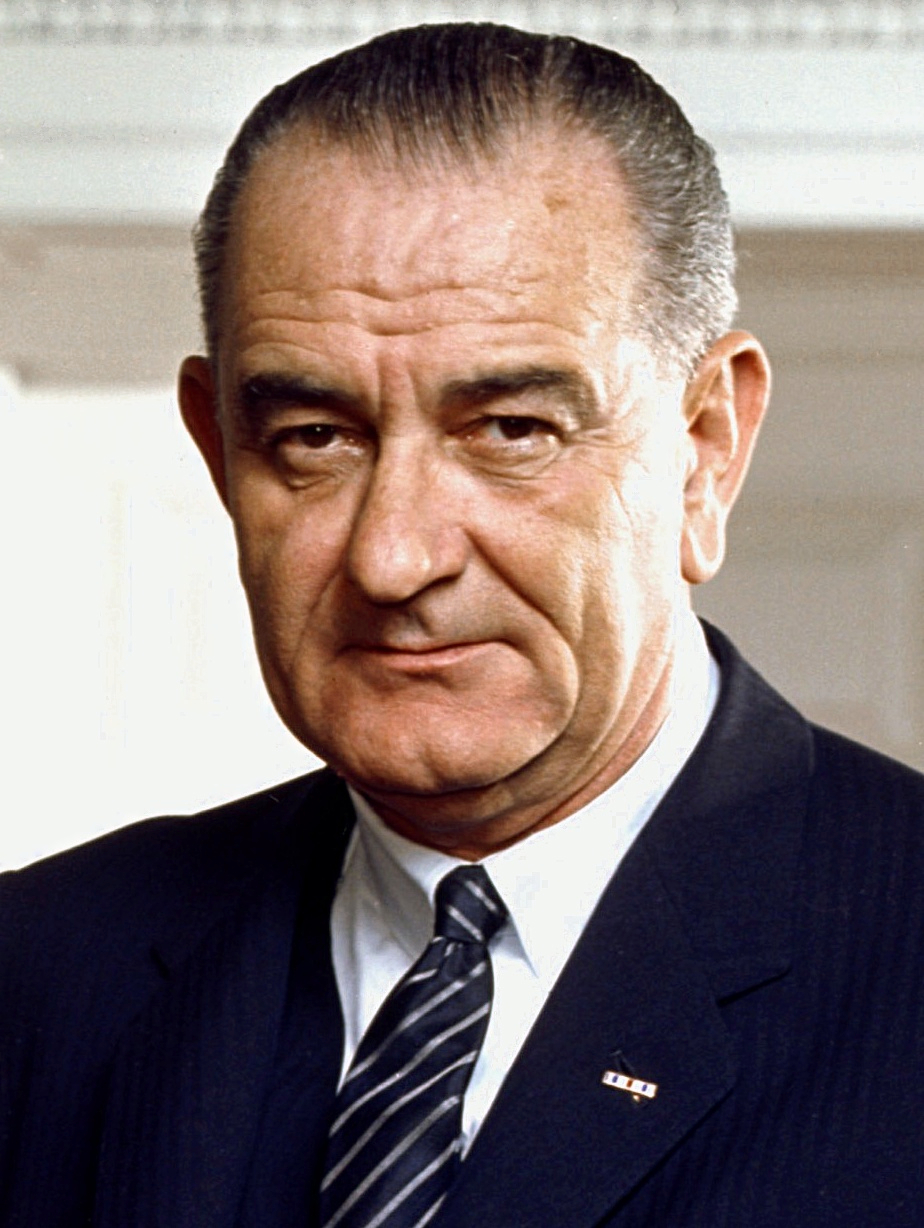